# Acetato rameico
L'acetato rameico è il sale di rame(II) dell'acido acetico.
A temperatura ambiente si presenta come un solido verde inodore. È un composto nocivo e pericoloso per l'ambiente acquatico.

## Sintesi
Il metodo più semplice per ottenere dell'acetato di rame è mettere dell'aceto sul metallo e lasciarlo esposto all'aria:
{\displaystyle {\ce {Cu + O2 -> CuO}}}
L'acido acetico non può corrodere il rame puro. Con l'ossido di rame invece reagisce abbastanza facilmente. L'aggiunta di acqua ossigenata accelera il processo:
{\displaystyle {\ce {CuO + 2CH3COOH -> Cu(CH3COO)2 + H2O}}}
Oppure può reagire con il carbonato di rame per formare l'acetato di rame(II), il processo avviene in circa 5 giorni: 
{\displaystyle {\ce {CuCO3 + 2CH3COOH -> Cu(CH3COO)2 + CO2 + H2O}}}